# 鷲尾千尋
鷲尾 千尋（わしお ちひろ、1998年10月22日 - ）は、朝日放送テレビ（ABCテレビ）のアナウンサー。身長155cm。

## 人物
奈良県香芝市の出身で、2017年に関西外国語大学外国語学部に進学。在学中の2018年には、第66代・今宮戎神社福娘の1人に選ばれた。
「M-1グランプリ」決勝戦のテレビ中継でアシスタントを務めることを目標に、大学3年時からアナウンサーになることを志望。セイアカデミー（セイ・タレントプロダクションが運営するアナウンススクール）にも通っていた。その結果、吉本興業と共同で「M-1グランプリ」を主催する朝日放送テレビへ2021年4月1日付で入社。この年に入社した社員で、アナウンサーとして採用された人物は鷲尾だけであった。
入社5日後の2021年4月5日（月曜日）からは、新人研修と並行しながら、『おはよう朝日です』平日版第1部（5:00 - 6:00）のアシスタントと第2部（6:00 - 8:00）の天気予報をレギュラーで担当している。朝日放送テレビにおいて、新卒採用のアナウンサーが正式入社の直後からレギュラー番組を担当することは、大阪テレビ放送としての設立当初を除けば初めてである。このような事情から、通常は新卒採用のアナウンサーにとって「初鳴き」（番組デビュー）の場になっている定時ニュース（朝日放送テレビの場合には朝日放送ラジオの『ABCニュース』）については、2021年6月25日（金曜日）の午前10時台（『横山太一のピカイチ☆ブランチ!』への内包分）から担当している。また、入社2年目の2022年からは、「入社の前（前述した学生時代）から希望していた」という『ABCお笑いグランプリ』のアシスタントを任されている。2023年4月2日からは、『サンデーLIVE!!』（朝日放送テレビ・テレビ朝日・メ〜テレとの共同制作による生放送番組）のサブキャスター（同年3月31日付で朝日放送テレビを退社したヒロド歩美の後任）として、全国ネット番組へのレギュラー出演も開始。関西ローカル向けの担当番組については、同年9月に『おはよう朝日です』のアシスタントから『newsおかえり』のフィールドキャスターへ異動した。その一方で、『サンデーLIVE!!』のサブキャスターについては、2024年3月31日放送分での担当を最後に増田紗織（東京都出身の先輩アナウンサー）と交代している。
本人曰く「生まれてから関西以外の地域で暮らしたことがない」とのことで、大学生時代によしもと漫才劇場やなんばグランド花月へ週2～3回のペースで通い詰めていたほどの漫才好き。特技は野原しんのすけ（朝日放送テレビでテレビ朝日制作のアニメーション版を放送している『クレヨンしんちゃん』の主人公）の声帯模写で、朝日放送テレビへの入社後も、『おはよう朝日です』を皮切りに担当番組で折に触れて披露している。

## 出演番組

### 現在

#### テレビ
- ABC NEWS（不定期）
- おはよう朝日土曜日です　(2024年4月6日-2025年8月30日 )　　　リポーターとして4月から担当。11月2日放送分からは前任の斎藤真美アナウンサーの産休、育休に伴い、新たに司会を担当。
- おはよう朝日です祝日版（2024年4月29日−）　　　前半のサブMCを担当2024年11月4日放送分からは斎藤真美アナウンサーの産休、育休に伴い担当を後半のサブMCに移行4月から担当していた前半のサブMCは福戸あやアナウンサーが担当
- Kドック　（2025年4月25日〜）ナレーションを担当
- newsおかえり
  - サブキャスター(毎週木曜日・隔週金曜日担当)：2023年9月14日 -
  - フィールドキャスター（毎週水曜日・隔週金曜日担当）：2023年9月6日 - 
    - 金曜日には平野康太郎（1年後輩のアナウンサー）と交互に担当。

#### ラジオ
- ABCニュース（2021年6月25日から不定期で担当）
- ABCミュージックパラダイス（木曜日パーソナリティ、2023年10月5日 - ）
  - サブキャスターを務める『newsおかえり』の本番後に出演

### 過去

#### テレビ
- おはよう朝日です
  - 平日版第1部（5時台）のアシスタント（全曜日担当）：2021年4月5日 - 2022年9月30日
  - 平日版第1部のMC：2022年10月3日 - 2023年3月31日
    - 澤田有也佳（平日版第2部のアシスタント）が持病（顎口腔ジストニア）の治療に専念すべく2022年10月から休養へ入ったことを受けて、平日版第1部のMCだった小西陸斗（いずれも先輩アナウンサー）が第2部（6・7時台）のアシスタントを代行することに伴う措置。

  - 平日版第1部のアシスタント（月 - 水曜日担当）：2023年4月3日 - 2023年8月30日
    - 毎週日曜日の早朝（『おはよう朝日です』平日版とほぼ同じ時間帯）に『サンデーLIVE!!』でサブキャスターを務めることや、澤田が平日版第2部のアシスタントへ復帰したことを受けて担当の曜日を変更。
- サンデーLIVE!!（2023年4月2日 - 2024年3月31日） - 朝日放送テレビからの出向扱いでサブキャスターを担当。
- 甲子園への道（2021年）
  - 1年先輩でスポーツアナウンサーの大野雄一郎と交互に、関西ローカルパートでリポーターを担当。
- ABCお笑いグランプリ - 2022年7月10日開催の第43回でアシスタントを担当。

#### ラジオ
- とびだせ!夕刊探検隊（2021年10月4日 -  2022年9月26日）
  - 2011年1月から10年9ヶ月にわたってレギュラー出演を続けてきた先輩アナウンサーの八塚彩美から、「隊員」（アシスタント）の座を継承。ラジオでは朝日放送テレビ入社後初めてのレギュラー番組に当たるが、結果として、20年半にわたる『夕刊探検隊』シリーズで最後の「隊員」になった。
- ABCラジオ開局70周年記念特別番組「目指せ100年!いろいろあったでABC　ラジオスクープ大賞!」（2021年12月28日）
  - 朝日放送テレビへの入社1年目ながら、ラジオ番組で初めてメイン司会を担当。「新旧の先輩アナウンサー（三代澤康司・伊藤史隆・中邨雄二・芦沢誠）が『朝・昼番組』『スポーツ実況』『深夜番組』という部門別に推薦した『スクープ』（過去の放送音源やエピソード）から、自身の独断で大賞を選ぶ」という大役も任された。
- ミルクボーイの火曜日やないか!（2022年10月4日 -  2023年3月25日）
  - 2021年9月28日からミルクボーイのパートナーを務めてきた澤田が、前述した事情で休養へ入っていた期間中にパートナーを代行。
- ますだおかだ増田のラジオハンター!（2022年11月24日・12月1日）
  - 「ますだおかだ増田」（大学の先輩に当たる増田英彦）のパートナーを務めている武田和歌子（先輩アナウンサー）が、腰痛の発症に伴って静養を余儀なくされたことからパートナー代理を担当。
- きっちり!まったり!桂吉弥です（2023年2月17日）
  - 本来のパートナーで先輩アナウンサーの塚本麻里衣が休演したことに伴って、パートナーを代行。『とびだせ!夕刊探検隊』の最終パーソナリティでもあった桂吉弥と、同番組の終了以来およそ4ヶ月振りの共演を果たした。